# Горазд Прашки
Епископ Горазд Прашки, световно име Матјеј Павлик (чеш. Matěj Pavlík; Хруба Врпка, 26. мај 1879 — Праг, 4. септембар 1942) је био јерарх ревитализоване Моравске православне цркве, Чехословачке хуситске цркве, након Првог светског рата.
Током Другог светског рата, пошто је пружио уточиште атентаторима на високог официра СС-а Рајнхарда Хајдриха, званог Прашки касапин, у православној цркви Ћирила и Методија у Прагу, Горазд је преузео одговорност за заштиту патриота када су их нацисти пронашли у крипти цркве. Овај чин је довео до његовог погубљења, и накнадног проглашења за мученика. Његов дан се обиљежава 22. августа (по старом календару) или 4. септембра (нови календар).

## Биографија
Матјеј Павлик је рођен 26. маја, 1879, у моравском селу Хруба Врпка које се налази у Чешкој Републици (у Јужноморавском крају). Рођен у католичком окружењу Аустроугарске монархије, Матјеј је похађао Католички теолошки факултет у Оломоуцу у Моравској. Након тога је постао свештеник. Током студија, заинтересовао се за мисију Светитеља Ћирила и Методија и за Православље.
Са крајем Првог свјетског рата и проглашењем нове државе Чехословачке, закони који нису дозвољавали друге вјероисповијести су били укинути. У овим условима много католика је прешло у православље. Фратар Павлик био је један од њих. Српска православна црква је помагала онима који су прелазили у православље и сложила се да рукоположи Павлика за епископа.
Историјски, његово монашко име Горазд изабрано је према имену сљедбеника Светитеља Методија као Епископа Моравске након његове смрти 885. Накнадно, Папа Стефан V доводи сљедбенике Светог Методија из Моравске под латинску власт. Тако да је његово монашко име Горазд требало да означи континуитет Православне цркве од 11 вијекова раније.
Архимандрит Горазд именован је за Епископа Моравске и Шлезије 24. септембра 1921. године. Хиротонисао га је сљедећи дан у цркви Арханђела Михајла у Београду Патријарх Димитрије.
Током сљедеће декаде Горазд и његови сљедбеници су организовали парохије и изградили цркву у Чешкој. Укупно су изградили једанаест храмова и двије капеле. Основне књиге за службу су преведене и објављене на чешком, који се од тада користи за црквену службу. Са предкарпатском Русијом и Словачким дјелом Чехословачке, упутио је многе који су се вратили на православну вјеру својих предака.
Дана 21. септембра 1925. Горазд је био један од четворице владика (поред митрополита црногорско-приморског Гаврила Дожића, битољског Јосифа и тимочког Емилијана) који су унијели ковчег са Његошевим костима у нову капелу на Ловћену. 1937. је са групом православних вјерника из Чешке, покушао да дође на Вис, у госте тамошњим православцима и да обиђе њихов храм Св. Кирила и Методија, али је у томе онемогућен, јер им је индоктринирана католичка руља насиљима то онемогућила (бацање камења на брод, пријетње моткма, псовкама...).

### Други свјетски рат
Са окупацијом Чехословачке 1938, црква је стављена под вођство берлинског митрополита. Горазд је у децембру 1939. посјетио Београд, гдје је архијерејском сабору СПЦ поднео извјештај о раду епархије. Рајнхард Хајдрих је у септембру 1941. постављен за фактичког управника Протектората Бохемија и Моравска, пошто је фон Нојрат сматран превише благим.
Дана 27. маја 1942, група чешких побуњеника је напала и убила Хајдриха. При бјекству група се сакрила у крипти храма. Када је Горазд то сазнао пар дана касније, видио је тај догађај као велики терет за Чешку Православну цркву. Прије него што ће напустити Берлинску Епископију, тражио је да група напусти храм што прије. Ипак, 18. јуна, нацисти су пронашли групу послије издаје два члана покрета отпора, и сви чланови групе су убијени.
Репресије су наступиле убрзо. Два свештеника и представници цркве су ухапшени. Горазд, у жељи да помогне вјерницима и самој чешкој цркви, преузима кривицу за догађаје у цркви на себе, пишући писма нацистичким властима. Дана 27. јуна 1942, је ухапшен и мучен. Горазд, свештенство цркве и представници цркве су стрељани 4. септембра 1942, па спаљени.
Нацисти су провели шире репресије према чешком народу, укључујући село Лидице, гдје је побијено становништво, а преживјели су послати у концентрационе логоре. Православне цркве у Моравској и Чешкој (Бохемији) су затворене и цркви је забрањен рад. Митрополит Серафим је храбро одбио да изда проглас који би осудио Горазда. Све до краја рата Православна црква у Чехословачкој није прекидала своју мисију.

## Слављење
Због ових дјела православних вјерника који су, вођени од Епископа, доказали вриједност своје мале заједнице, у храбрости и оданости правди и показали како је чврсто је повезана са чешким народом 4. маја 1961, Српска православна црква прогласила је Горазда за свештеномученика, а 24. августа 1987, прослављен је у цркви Светог Горазда у Оломоуцу у Моравској.

## Манастир светог Горазда
У родном месту епископа Горазда Хрубој Врпки подигнут је православни мушки манастир - Православни манастир светог мученика епископа Горазда.